# Хетагуров Коста Леванович
Коста́ Хетагу́ров (ос. Хетæгкаты Леуаны фырт Къоста; 3 (15) жовтня 1859 — 19 березня (1 квітня) 1906) — осетинський поет, драматург, публіцист, етнограф, громадський діяч, основоположник осетинської художньої літератури, один з перших осетинських живописців.

## Життєпис

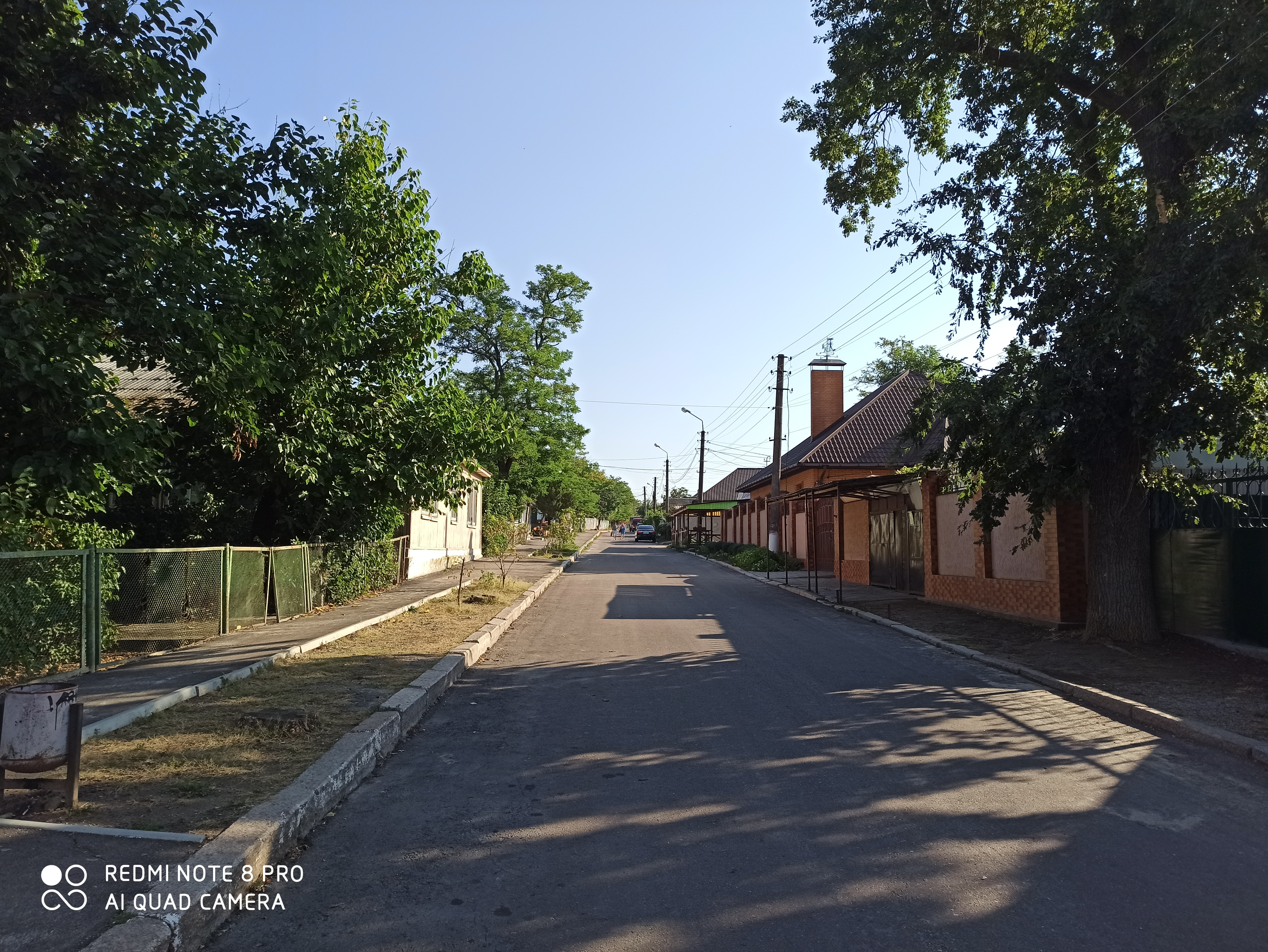
Вулиця, на якій жив Хетагуров в Очакові, зараз носить його ім'я

Навчався в Ставропольський гімназії, після — у Петербурзькій Академії мистецтв, яку не зміг закінчити через скрутне матеріальне становище.
Живучи в Осетії, Коста Хетагуров виступав проти колонізаторської політики російського царату, за що постійно піддавався гонінням царських властей.
Будучи у вислані з Владикавказу, він оселився в домі своїх батьків у с. Георгієво-Осетиновському (нині с. Коста Хетагурова). У ці ж роки він працював неподалік, у конторі срібно-свинцевого рудника «Ельбрус».
У травні 1899 року він був засланий до Херсона строком на 5 років. Згодом заслання скоротили до 9 місяців. 29 травня 1899 року Хетагуров приїхав до Херсона. Щоб поправити здоров'я, поет добився дозволу на поїздку до моря в Очаків. Тут він прожив з 25 червня до 5 серпня 1899 року в хаті рибака Осипа Данилова. 6 серпня Хетагуров повернувся до Херсона, де прожив до 6 березня 1900 року. Нині вулиці в Херсоні та Очакові, де жив осетинський поет, носять його ім'я.
Помер К. Хетагуров в 1906 р. на Кубані в селі Лаба (нині село імені Коста Хетагурова).

## Вшанування пам'яті
У містах Кривий Ріг, Очаків та Херсон є вулиця Хетагурова.